# Edward Simon
Edward Simon (ur. 1831, zm. 26 marca 1889 we Lwowie) – prezydent lwowskiej Izby Przemysłowo-handlowej, dyrektor Galicyjskiego Banku Kredytowego, członek Galicyjskiego Towarzystwa Leśnego, właściciel Balicz Podgórnych i Balicz Podróżnych, poseł Sejmu Krajowego IV i V kadencji (1878-1889).

## Życiorys
Wybrany prezydentem Izby Przemysłowo-handlowej w 1886, 1887, 1889 roku. Wybrany posłem IV kadencji w 1878 roku na miejsce Maurycego Lazarusa jako reprezentant II kurii i izby lwowskiej. Pochowany na Cmentarzu Łyczakowskim we Lwowie.